# Поток-Босилєвський
45°25′ пн. ш. 15°19′ сх. д. / 45.42° пн. ш. 15.31° сх. д.
Поток-Босилєвський (хорв. Potok Bosiljevski) — населений пункт у Хорватії, у Карловацькій жупанії у складі громади Босилєво.

## Населення
Населення за даними перепису 2011 року становило 5 осіб.
Динаміка чисельності населення поселення: